# Imię literackie

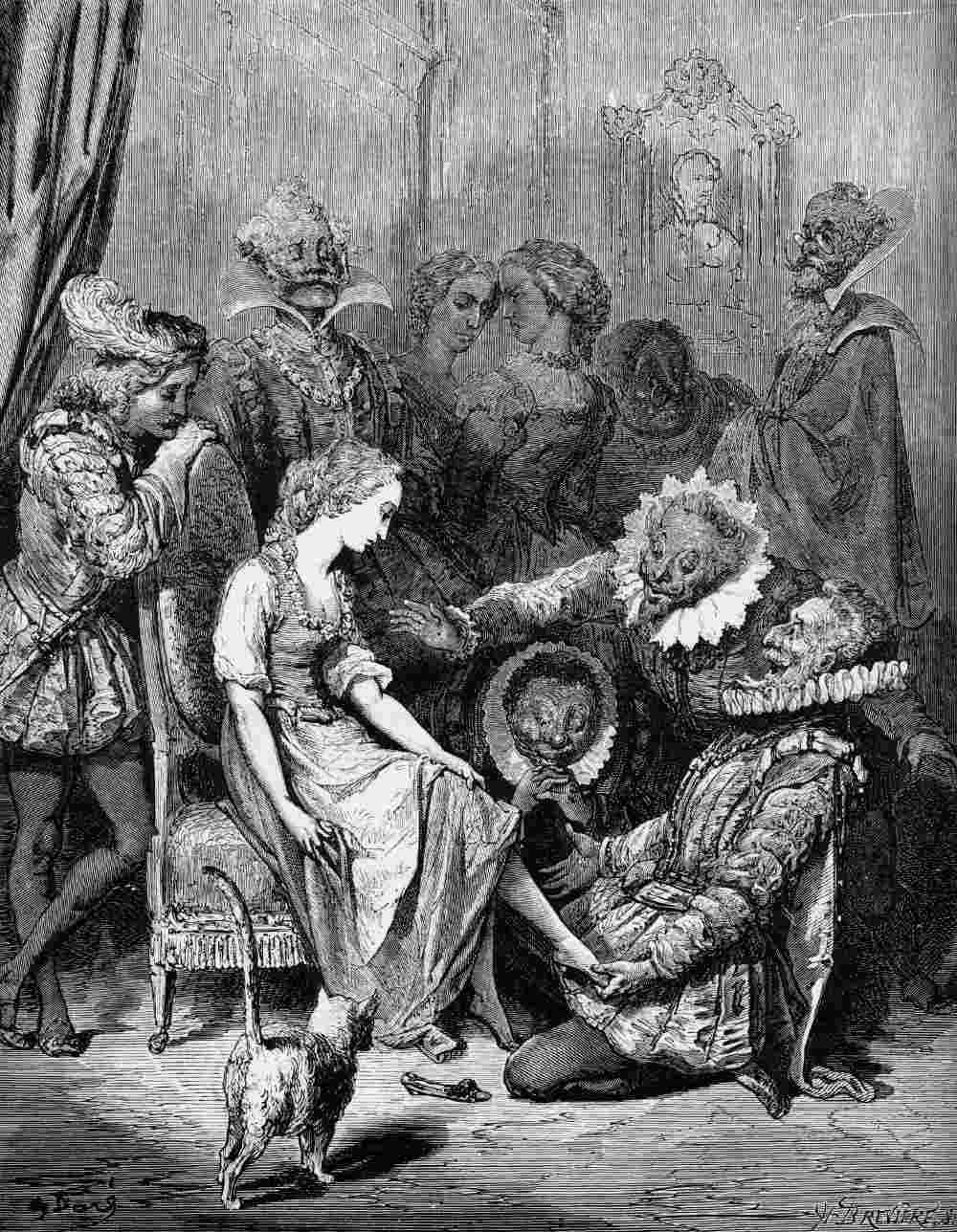
Kopciuszek przymierza zgubiony pantofelek

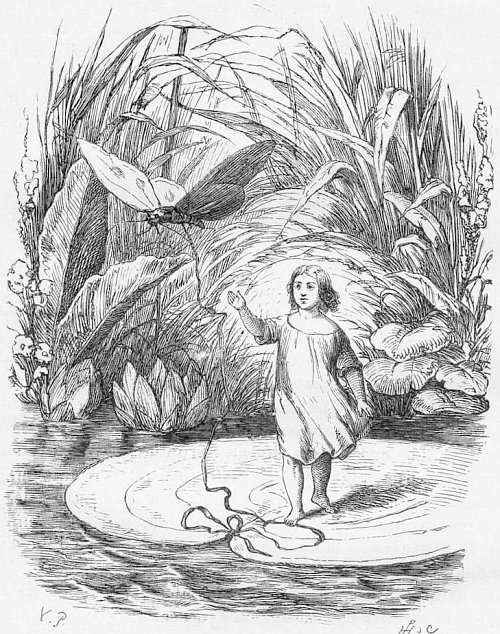
Calineczka – ilustracja Vilhelma Pedersena do jednego z pierwszych wydań baśni

Imię literackie – imię, które z reguły po raz pierwszy pojawia się w dziele literackim i zostało wymyślone przez autora tego dzieła. Nazwa imię literackie może odnosić się także do imion występujących tylko w baśniach, bajkach, podaniach i legendach. 
Imię tego typu tworzone bywa na podstawie analogii, na podstawie już istniejących imion bądź nazw przedmiotów, zwierząt, roślin (np. Dąb), charakterystycznych cech lub wyglądu bohatera (np. Kopciuszek) lub poprzez złożenie kilku imion (np. Polianna), wreszcie może stanowić złożenie kilku wyrazów najlepiej określających bohatera (np. Waligóra i Wyrwidąb).
Imię literackie może też powstać nie w wyniku działania autora dzieła, ale jego tłumacza i być luźno związanym z oryginałem. Na przykład Piętaszek, jeden z głównych bohaterów Przypadków Robinsona Kruzoe w angielskim oryginale miał na imię Friday, czyli Piątek.
Czasami imiona te stają się na tyle popularne, że rodzice zaczynają nadawać je swoim dzieciom, np. imię Grażyna wymyślone przez Adama Mickiewicza dla tytułowej bohaterki jego poematu, czy Kordian imię tytułowego bohatera dramatu Juliusza Słowackiego.

## Przykłady imion literackich
(w nawiasie podano autorów, którzy pierwsi użyli danego imienia, w swoim utworze literackim)
- Anhelli (Juliusz Słowacki)
- Balladyna (Juliusz Słowacki)
- Calineczka
- Dąb
- Dżesika (William Shakespeare)
- Fiona (James Macpherson)
- Grażyna (Adam Mickiewicz)
- Kopciuszek
- Kirkor (Juliusz Słowacki)
- Kordian (Juliusz Słowacki)
- Lesław (Roman Zmorski)
- Nemo (Jules Verne)
- Ligia (Henryk Sienkiewicz)
- Koszałek-Opałek (Maria Konopnicka)
- Malwina (James Macpherson)
- Ofelia (Jacopo Sannazaro)
- Polianna (Eleanor H. Porter)
- Piętaszek
- Waligóra i Wyrwidąb
- Telimena (Ludwik Kropiński)
- Żywila (Adam Mickiewicz)